# Prêmio Hannes Alfvén
O Prêmio Hannes Alfvén (em inglês:  Hannes Alfvén Prize) é um prêmio anual de física de plasma, concedido pela European Physical Society (EPS).
Homenageia o físico Hannes Alfvén.

## Laureados[1]
- 2000: Radu Bălescu
- 2001: Vitalij Shafranov
- 2002: Marshall Rosenbluth
- 2003: Vladimir Fortov
- 2004: John William Connor, Robert James Hastie e John Bryan Taylor
- 2005: Malcolm Haines, Tom Sanford e Valentin Smirnov
- 2006: Paul-Henri Rebut
- 2007: Friedrich Wagner
- 2008: Liu Chen
- 2009: Jürgen Meyer-ter-Vehn
- 2010: Allen Boozer e Jürgen Nührenberg
- 2011: Patrick Diamond, Akira Hasegawa e Kunioki Mima
- 2012: Eugene Parker
- 2013: Miklos Porkolab
- 2014: Patrick Mora
- 2015: Nathaniel Fisch[2][3]
- 2016: Sergei Bulanov, Hartmut Zohm
- 2017: Ksenia Aleksandrovna Razumova
- 2018: Tony Bell[4]
- 2019: Victor Malka e Toshiki Tajima
- 2020: Annick Pouquet